# Doctor Francisco Rellero
Doctor Francisco Rellero är en ort i Mexiko.   Den ligger i kommunen Villa Comaltitlán och delstaten Chiapas, i den sydöstra delen av landet, 800 km sydost om huvudstaden Mexico City. Doctor Francisco Rellero ligger 10 meter över havet och antalet invånare är 336.
Terrängen runt Doctor Francisco Rellero är mycket platt. Runt Doctor Francisco Rellero är det ganska tätbefolkat, med 134 invånare per kvadratkilometer. Närmaste större samhälle är Huixtla, 17,9 km öster om Doctor Francisco Rellero. Omgivningarna runt Doctor Francisco Rellero är en mosaik av jordbruksmark och naturlig växtlighet.